# Barry-d'Islemade
Barry-d'Islemade là một xã của tỉnh Tarn-et-Garonne, thuộc vùng Occitanie, miền nam nước Pháp.